# Nova Veruda
Nova Veruda je gradska četvrt i jedan od mjesnih odbora Grada Pule koji obuhvaća područje gradske četvrti Vidikovac i gradskih turističkih predjela Marina Veruda, Fischerhutte i Bunarina smještenih na površini od 1.369.152 m² na kojem živi 2.748 stanovnika. Gustoća naseljenosti iznosi 2007,1 st./km².
Nova Veruda ograničena je sa sjevera Vidikovcem, sa sjeveroistoka Drenovicom, s jugoistoka Dolinkom, s juga Verudskim kanalom, a sa zapada Valsalinama i Monsivalom.
Nova Veruda se nalazi na južnim padinama Monte Paradisa (Vidikovca), te predstavlja elitnu četvrt grada s brojnim niskim obiteljskim kućama udaljenima od gradske gužve s prekrasnim pogledom na marinu, more, Verudelu i otok Verudu.
Nova Veruda predstavlja dio četvrti zapadno od Palisine ulice, a Veruda Porat predstavlja dio četvrti istočno od Palisine ulice.